# Свободно-консервативная партия
Свободно-консервативная партия (нем. Freikonservative Partei) — партия в Северо-Германском Союзе, а затем в Германии, пользовавшаяся поддержкой преимущественно в Пруссии, и отстаивавшая интересы промышленников и крупных аграрных хозяйств.

## Политика
Существовала с 1866 по 1918 год, с 1871 года именовалась Имперской партией (Deutsche Reichspartei). Несмотря на свою малочисленность, Свободно-консервативная партия была важной частью политической структуры германского общества. Партия поддерживала Бисмарка в вопросе объединения Германии и правительственный курс внутренней и внешней политики кайзеровской Германии в 1871—1918 годах.
Находясь на крайне правом фланге в системе германских политических партий, Свободно-консервативная партия враждебно относилась к демократическим требованиям и к рабочему движению. Ведущую роль в руководстве партии играли как представители высшего дворянства, крупные чиновники и дипломаты, так и магнаты промышленности — В. фон Кардорф, К. фон Штумм-Гальберг, О. фон Цедлиц-Нейкирх и другие. После революции 1918 года партия стала составной частью Немецкой национальной народной партии.